# Alpartir
Alpartir (aragónul Alpartil) település Spanyolországban,  Zaragoza tartományban. Alpartir La Almunia de Doña Godina, Morata de Jalón, Santa Cruz de Grío, Tobed, Almonacid de la Sierra és Cosuenda községekkel határos. Lakosainak száma 589 fő (2024).

## Népesség
A település lakosságának változását az alábbi diagram mutatja:
| Lakosok száma | 622  | 603  | 575  | 560  | 570  | 574  | 546  | 555  | 602  | 589  |
|               | 2001 | 2004 | 2007 | 2009 | 2012 | 2014 | 2017 | 2019 | 2022 | 2024 |